# Caledonia (hrabstwo Trempealeau)
Caledonia – miasto w Stanach Zjednoczonych, w stanie Wisconsin, w hrabstwie Trempealeau.